# Joseph Dey
Pour les articles homonymes, voir Dey.
Joseph C. Joe Dey, Jr., né le 17 novembre 1907 et décédé le 3 mars 1991, était un administrateur du golf en y ayant une grande influence.
Dey est né à Norfolk (Virginie). Il a été le directeur exécutif de l'United States Golf Association (USGA) de 1934 à 1968. Il a été également l'intisgateur du The Players Championship. Enfin il fut le premier commissaire de la PGA Tour à partir de 1969 jusqu'à 1974.
Il a été introduit au World Golf Hall of Fame en 1975.